# 季米特洛夫共产主义青年团
季米特洛夫共產主義青年團是保加利亞共產黨於1944年9月—1990年設置的青年翼。也是保加利亞人民共和國認可的青年運動組織。保加利亞共產黨利用該組織對保加利亞青年進行馬克思列寧主義教育並培養年輕一代的黨員。季米特洛夫共產主義青年團是季米特洛夫先锋组织“九月革命者”的上級組織。